# Киясов, Тимур Икласович
Тимур Икласович Киясов (род. 22 марта 1990, Тахиаташ, Каракалпакстан; узб. Temur Kiyasov) — узбекский кинорежиссёр

, киномонтажёр.

## Фильмография
- 2017 — «Кулба» (фильм, Узбекистан)
- 2018 — «Сен учун мен» (фильм, Узбекистан)
- 2018 — «Салом рашк» (фильм, Узбекистан)
- 2019 — «Гардкам» (фильм, Узбекистан)
- 2019 — «Ота» (короткометражный фильм, Узбекистан)
- 2019 — «Ветер Коканда» (фильм, Узбекистан)[1]
- 2020 — «Фарзанд омонат» (короткометражный фильм, Узбекистан)
- 2020 — «Бахтсиз куёв» (фильм, Узбекистан)
- 2020 — «Репитиция» (фильм, Узбекистан)
- 2022 — «Женская судьба» (фильм, Узбекистан)
- 2023 — «Судья» (фильм, Узбекистан)[2]
- 2024 — «Пандемия» (фильм, Узбекистан)[3]
- 2024 — «Ажинияз» (фильм, Узбекистан)
- 2024 — «Уч кахрамон» (фильм, Узбекистан)
- 2025 — «Адолат» (фильм, сериал, Узбекистан)[4]

## Награды и премии
(неполный список)
- За фильм «Уч кахрамон»
  - «Олтин хумо — 2024» — «Лучший монтаж»[5]